# RATP-Baureihe MP 73
Der MP 73 ist ein gummibereifter U-Bahn-Zug der Pariser Métro, der im Jahr 1974 für den Einsatz auf der Linie 6 ausgeliefert wurde. MP bedeutet „Matériel sur pneus“ (gummibereiftes Rollmaterial), die Zahl 73 steht für das Ausschreibungsjahr 1973. Der MP 73 bildet die dritte gummibereifte Großserie der Métro. Am Anfang, von 1974 an, liefen die 50 Fünf-Wagen-Züge ausschließlich auf der Linie 6. Heute verkehren 32 Fünf-Wagen-Züge auf der Linie 6. Eine Ausmusterung der verbliebenen Garnituren ist bis Ende 2025 geplant. Seit 2022 werden die Züge auf der Linie 6 durch Züge der Baureihe MP 89 ersetzt, die im Zuge der Umstellung auf fahrerlosen Betrieb von der Linie 4 frei wurden. Die Züge werden von sechs auf fünf Wagen verkürzt und sukzessive auf die Linie 6 umgesetzt. 

## Vorgeschichte

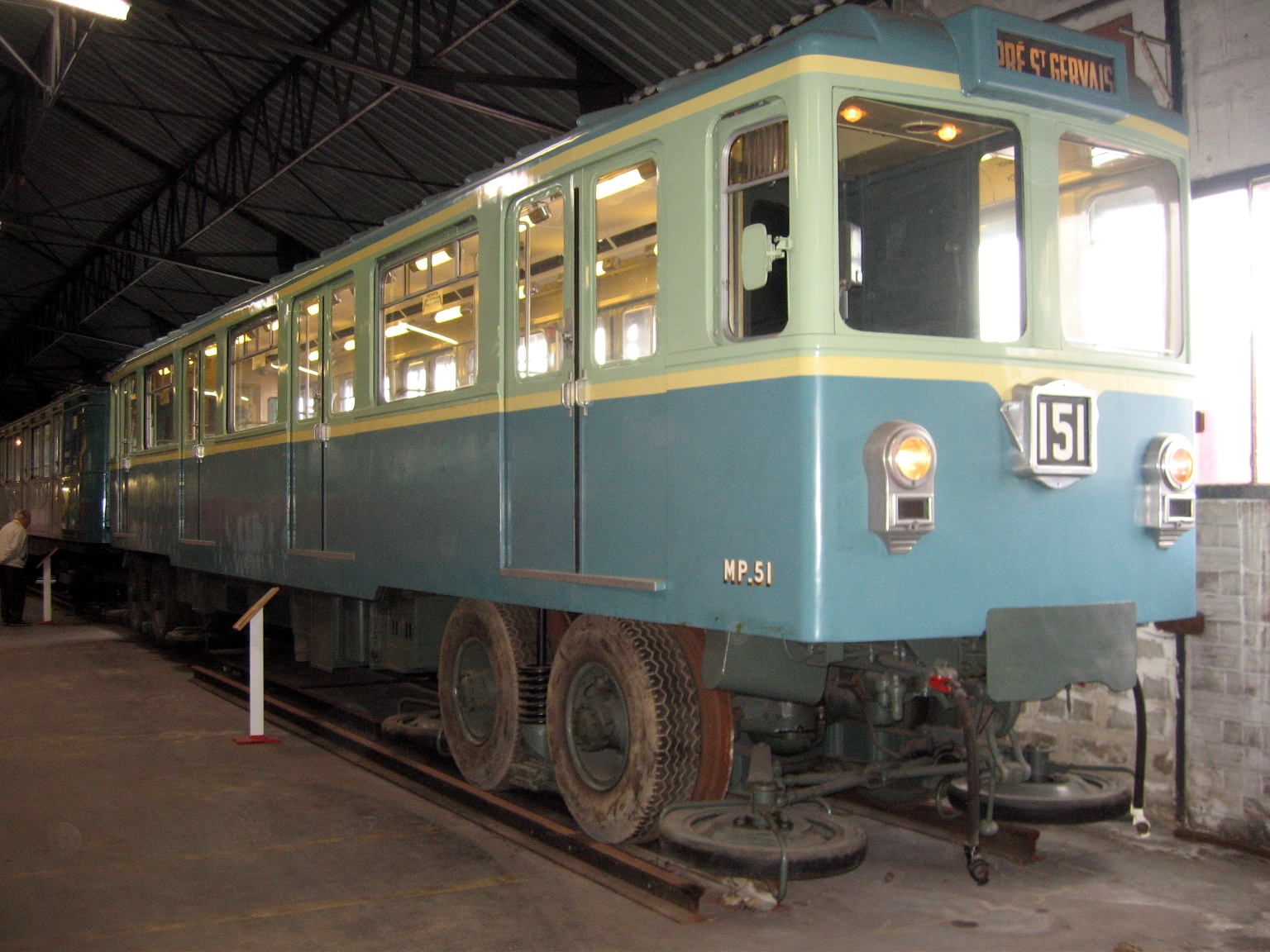
Gummibereifter Prototyp MP 51

1931 stellte die Firma Michelin einen Leichttriebwagen für Eisenbahnen vor, dessen Räder mit luftgefüllten Gummireifen versehen waren. Die Vorzüge waren ein ruhigerer Lauf, zu dem ein besseres Beschleunigungs- und Bremsverhalten und Steigungsvermögen kamen.
Die am 19. Juli 1900 eröffnete Métro (Untergrundbahn) von Paris experimentierte ab August 1951 mit einem gummibereiften Fahrzeug, dessen Räder auf beiderseits des Gleises angebrachten Fahrbalken aus Holz liefen. Die Ergebnisse mit dem Prototyp MP 51 waren überzeugend und führten zur Umstellung der Linie 11 auf dieses System, die 1957 vollendet wurde. In den Folgejahren wurden die Linien 1 und 4 umgestellt, weitere sollten folgen.

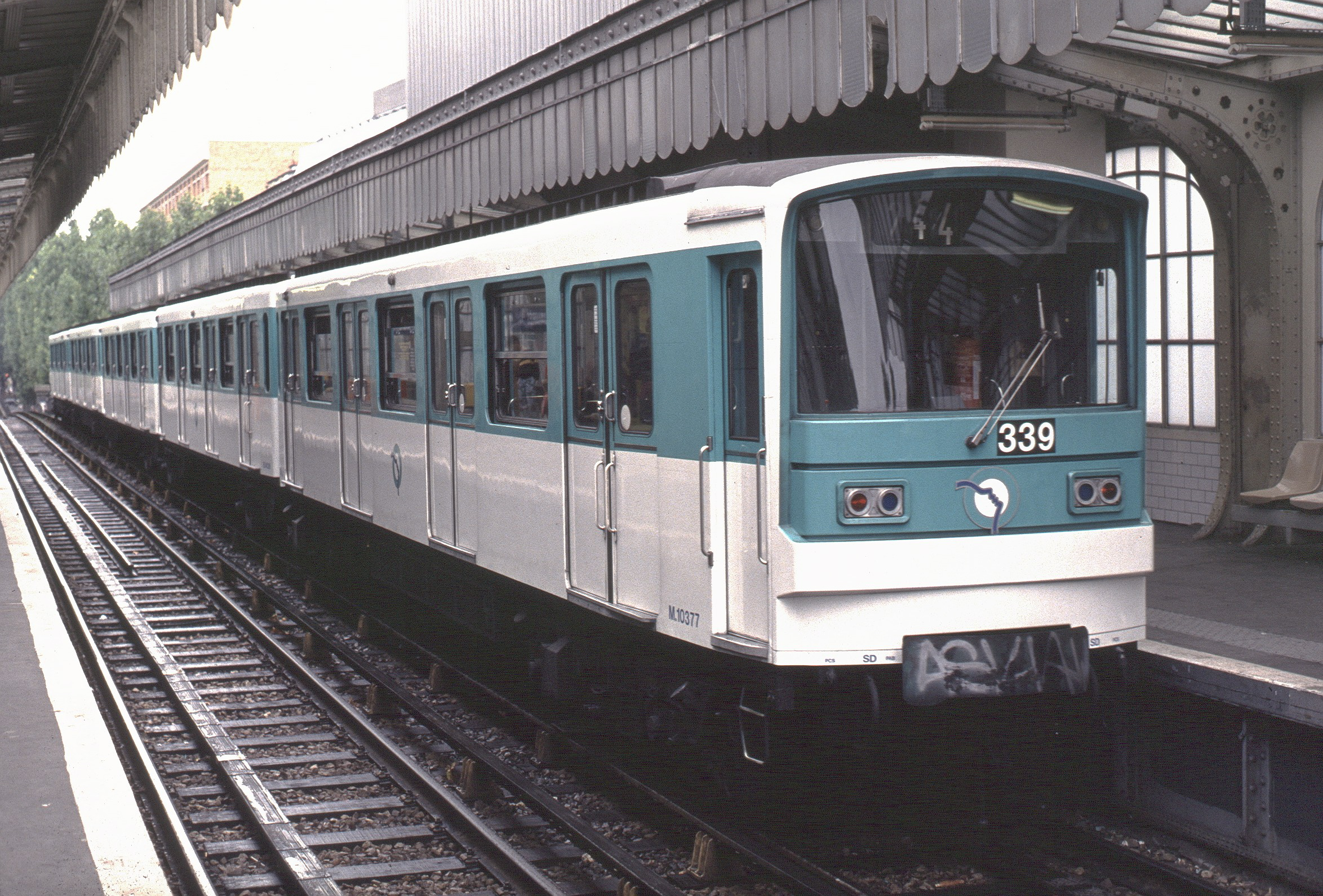
Die Baureihe MF 67 war das Vorbild für die Gestaltung der Wagenkästen

Der Umbau der Linien 1 und 4 erwies sich jedoch als kostspieliger und langwieriger als erwartet. Es war abzusehen, dass sich die Umstellung des gesamten Netzes bis zur Jahrtausendwende hinziehen würde. Dieser Zeitraum war mit den vorhandenen Zügen der Vorkriegsbauart Sprague-Thomson für die konventionellen Linien nicht zu überbrücken. Daher wurde mit dem MF 67 eine neue, konventionell mit Stahlrädern auf Schienen laufende Baureihe entwickelt und das Konzept der gummibereiften U-Bahn zunächst nicht weiter verfolgt.
Erst am 28. Mai 1971 beschloss der Verwaltungsrat der RATP, auch die Linie 6 auf gummibereiften Betrieb umzustellen. Die Gleise dieser Linie, die zur Hälfte auf Viadukten verläuft, mussten ohnehin erneuert werden. Dort würde man das Verhalten gummibereifter Züge unter freiem Himmel, d. h. auch bei extremen Wetterlagen, testen können. Zu möglichen engeren Zugfolgen aufgrund des besseren Beschleunigungs- und Bremsverhaltens würden sich ein höherer Fahrkomfort durch ruhigeren Lauf und ein niedrigerer Geräuschpegel, der vor allem den Bewohnern dicht an der Strecke liegender Wohnhäuser zugute käme, gesellen. Auch könnte damit, im Hinblick auf abzusehende technische Fortschritte bei der Traktions- und Bremstechnik, die Bestellung neuer konventioneller Züge hinausgezögert werden.
Wie die beiden anderen Strecken behielt auch die Linie 6 die herkömmlichen regelspurigen Gleise. Sie bilden ein redundantes System und halten den Zug, z. B. nach dem Platzen eines Reifens, in der Spur. Zudem dienen im Weichenbereich die Spurkränze der Metallräder zur Spurführung.

## Geschichte und Beschreibung

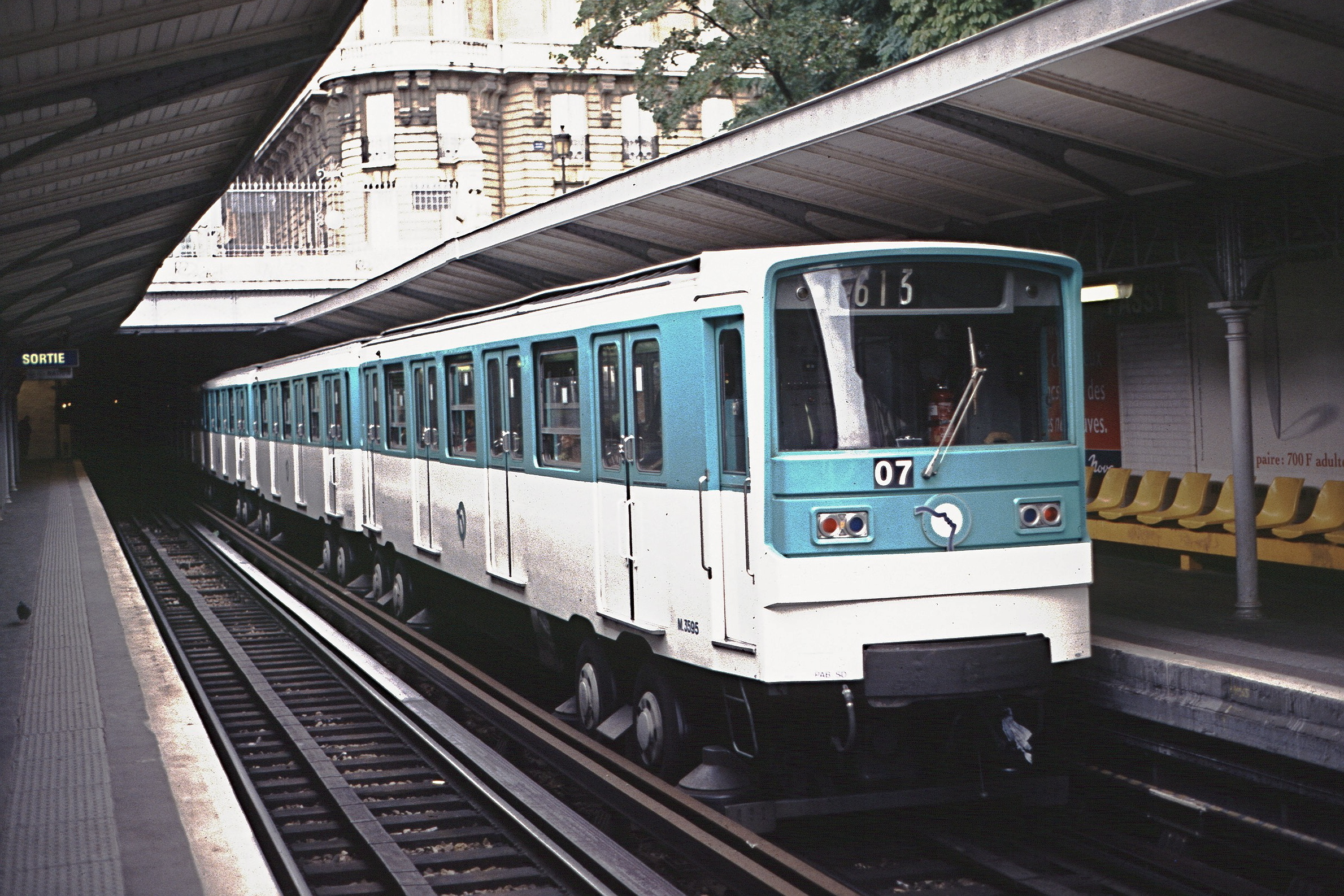
Modernisierter Zug der Baureihe MP 73 in der Station Passy, 1994

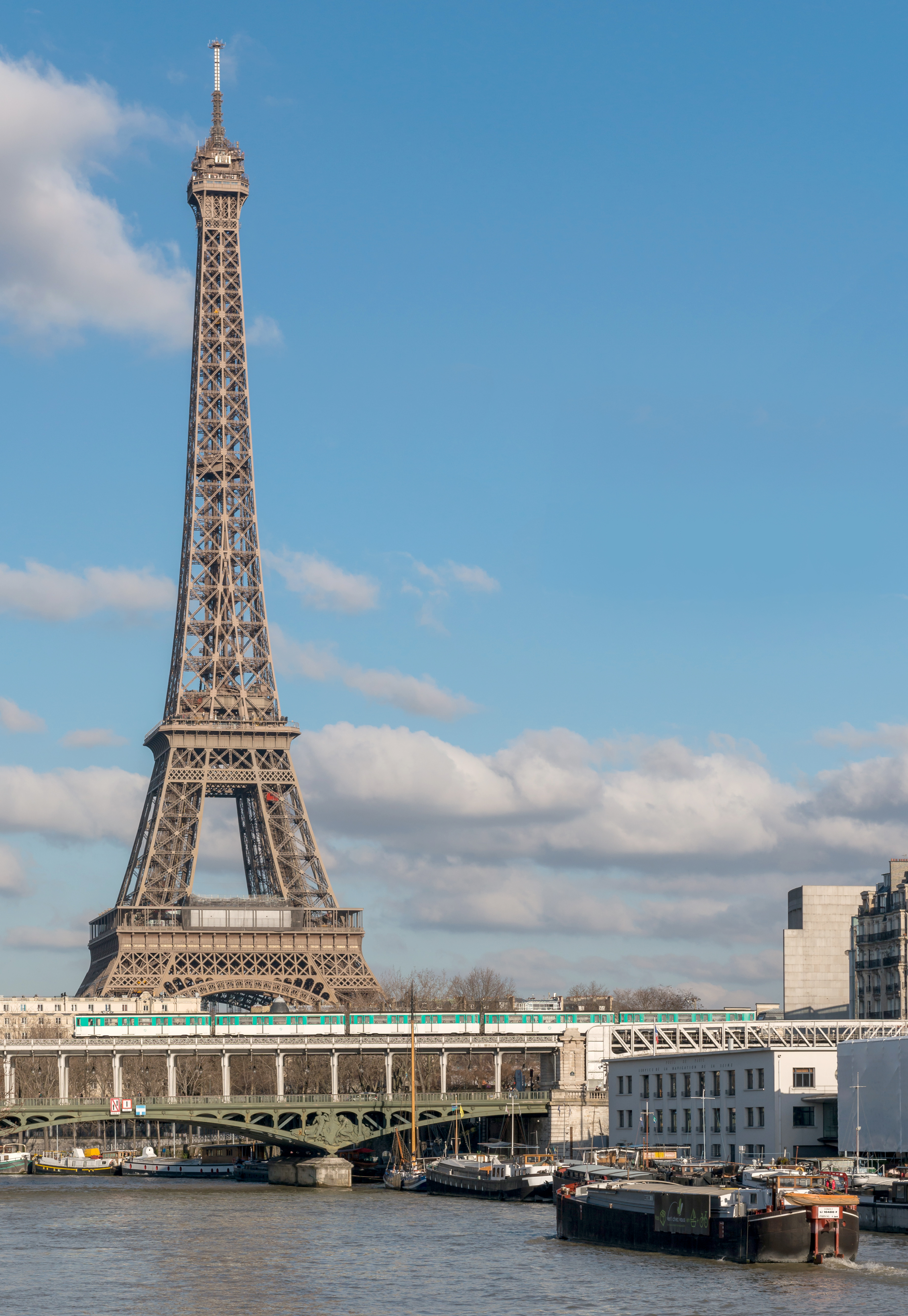
MP 73 auf dem Pont de Passy mit dem Eiffelturm im Hintergrund

Der MP 73 ist eine direkte Weiterentwicklung der Vorgängerbaureihe MP 59, die Wagenkästen entsprechen aber weitgehend den MF 67. Unterschiede zum MP 59 waren:
- geringeres Gewicht der Wagenkästen
- profilierte Reifen zur besseren Haftung bei Nässe
- Reduzierung der Servomotorspannung von 750 V auf 72 V
- durch den Fahrer regelbare Führerhausheizung
- verbesserte Beleuchtung
- komfortablere Sitze

Jedes Fahrzeug hat zwei zweiachsige Drehgestelle von Ateliers de construction du Nord de la France (ANF). Neben den vier Reifen (Durchmesser 1 m) an Metallrädern weist jedes Drehgestell vier horizontale Spurführungsreifen mit einem Durchmesser von 0,54 m auf. Entlang seitlicher Spurführungsschienen, die zugleich als Stromschienen für die Energieversorgung mit 750 Volt Gleichspannung dienen, halten sie das Fahrzeug auf seiner Trasse. Im Weichenbereich sind die Fahrbalken abgesenkt, sodass die Spurkränze der Metallräder in das Gleis greifen und das Fahrzeug vorübergehend führen.
Insgesamt wurden im September 1971 bei der Compagnie industrielle de matériel de transport (CIMT) 252 gummibereifte Wagen für die Linie 6 bestellt. Ein daraus gebildeter Fünf-Wagen-Zug (M+A+N+B+M) besteht aus zwei endseitigen Triebwagen mit Führerhaus (Nummern M 3501–M 3602), mittig einem Triebwagen ohne Führerstand (N 4501–N 4550) und beiderseits dessen zwei unmotorisierten Beiwagen, davon einer für die 1. (A 6501–A 6550) und einer für die 2. Wagenklasse (B 7001–B 7050). Jeder Wagen verfügt über vier zweiflügelige Schiebetüren pro Seite. Die elektrische Ausrüstung stammt von Jeumont. Der Zug kann 572 Fahrgäste befördern und hat 120 Sitze, seine Höchstgeschwindigkeit beträgt 70 km/h.
Zwischen dem 1. und dem 31. Juli 1973 wurden sämtliche Züge auf der Linie 6 in Betrieb genommen. Bald darauf wurden einige davon jedoch von dort wieder abgezogen, um zwischen 1975 und 1979 auf der Linie 4 als Sechs-Wagen-Züge und ab dem 11. Januar 1976 auf der Linie 11 als Vier-Wagen-Züge den dortigen Fahrzeugpark zu verstärken. Die ursprünglich als erste Métrofahrzeuge königsblau mit weißem Fensterband und einer dunkelblauen Bauchbinde ausgelieferten Fahrzeuge (der Wagen der 1. Klasse war durch einen gelben Streifen in Höhe der Dachkante markiert) erhielten später eine veränderte Livrée: weiß mit hellgrünem Fensterband. 1997 wurde mit einem grundlegenden Umbau der Züge begonnen, dabei erhielten sie u. a. vandalismusresistente Sitze. Nach einer geringfügigen Änderung der Frontgestaltung sind die dort vormals hellgrünen Bereiche grau.
Die Fahrzeuge N 4550 und A 6550 dienten als Versuchsträger für veränderte Federungen. Sie wurden zunächst in MP-59-Züge eingereiht, weshalb sie in deren hellblauer Farbgebung ausgeliefert wurden, und auf der Linie 1 eingesetzt. 1976 kamen sie von dort zur Linie 6 und wurden entsprechend umlackiert.

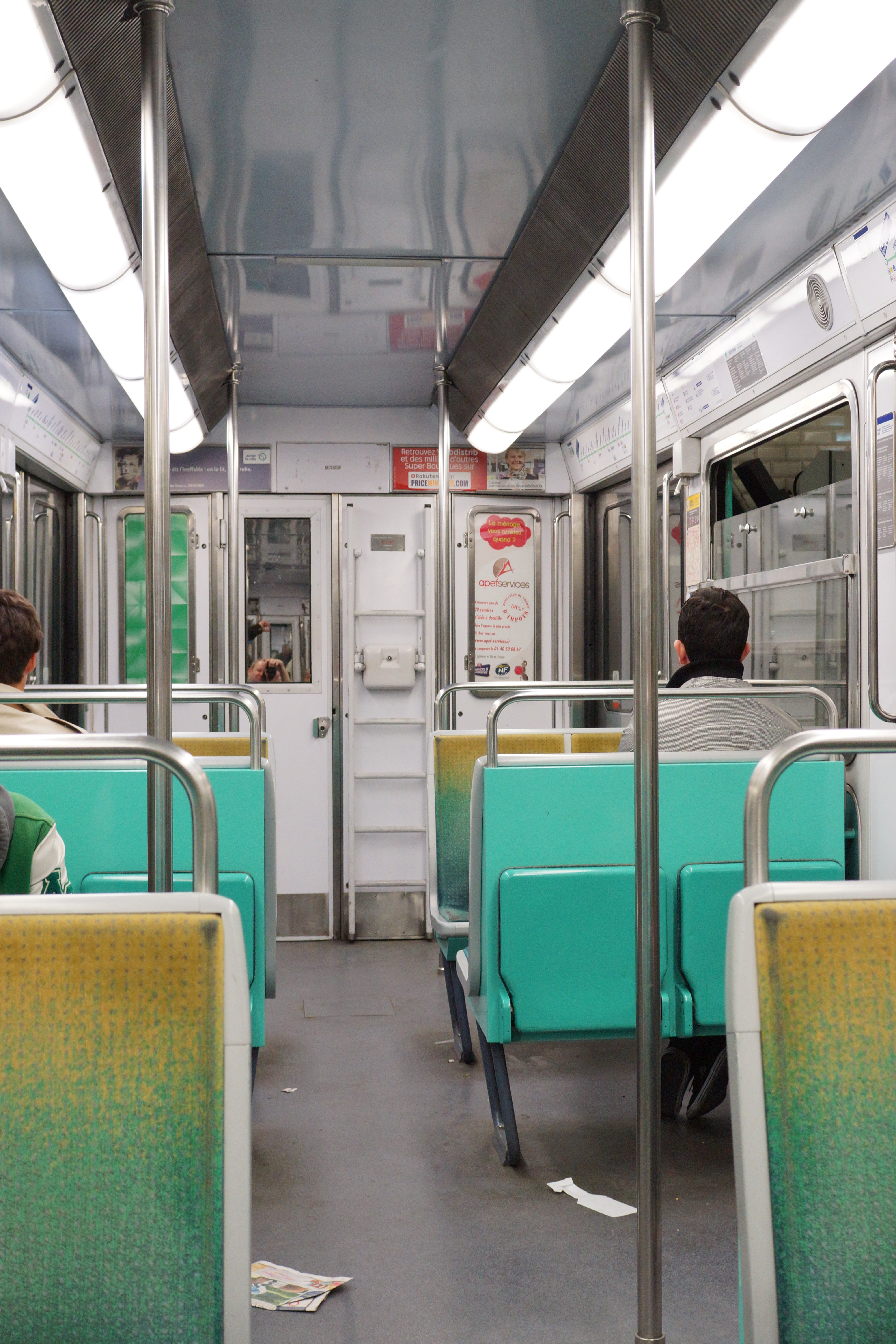
Renoviertes Interieur
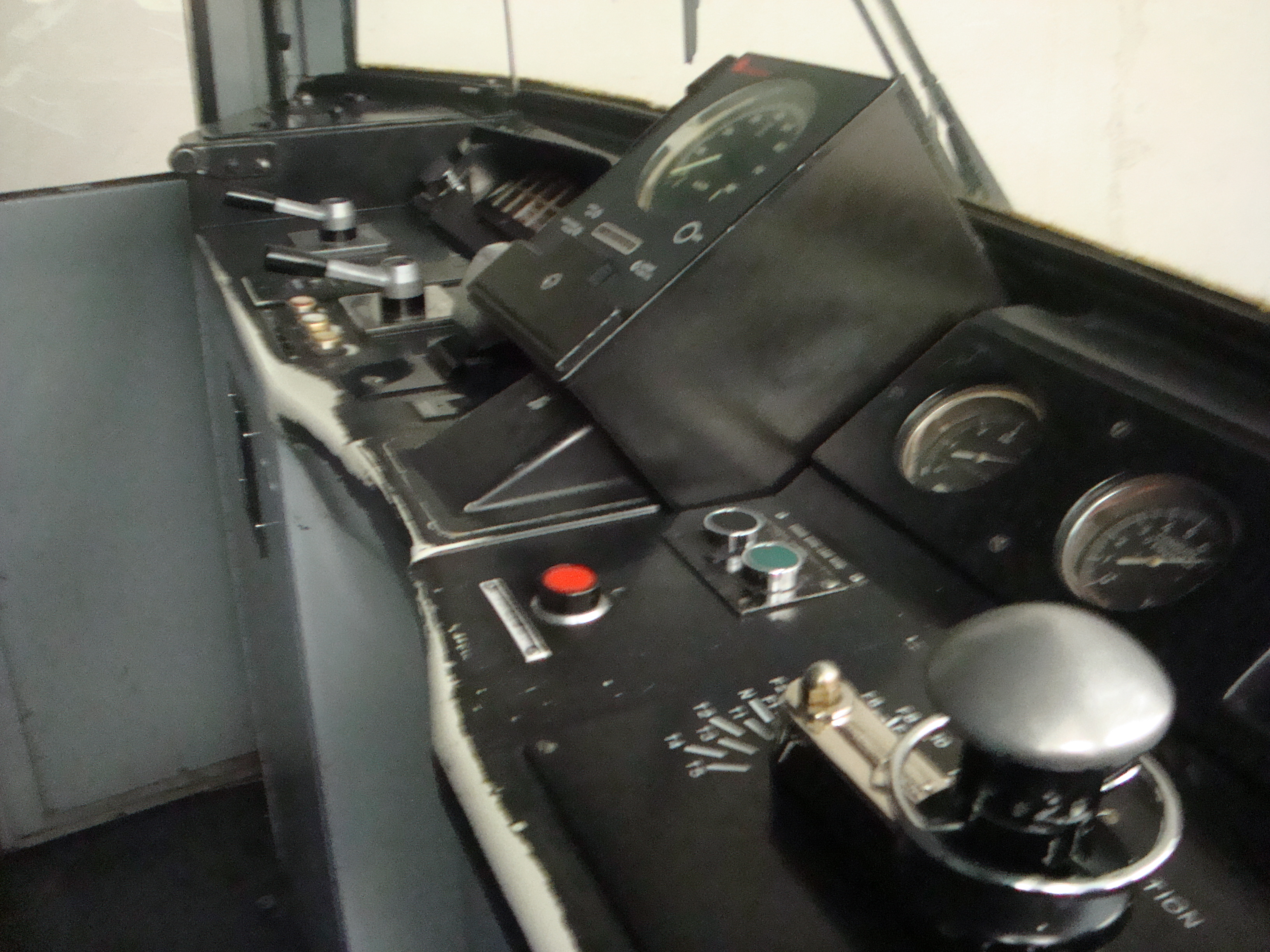
Führerstand
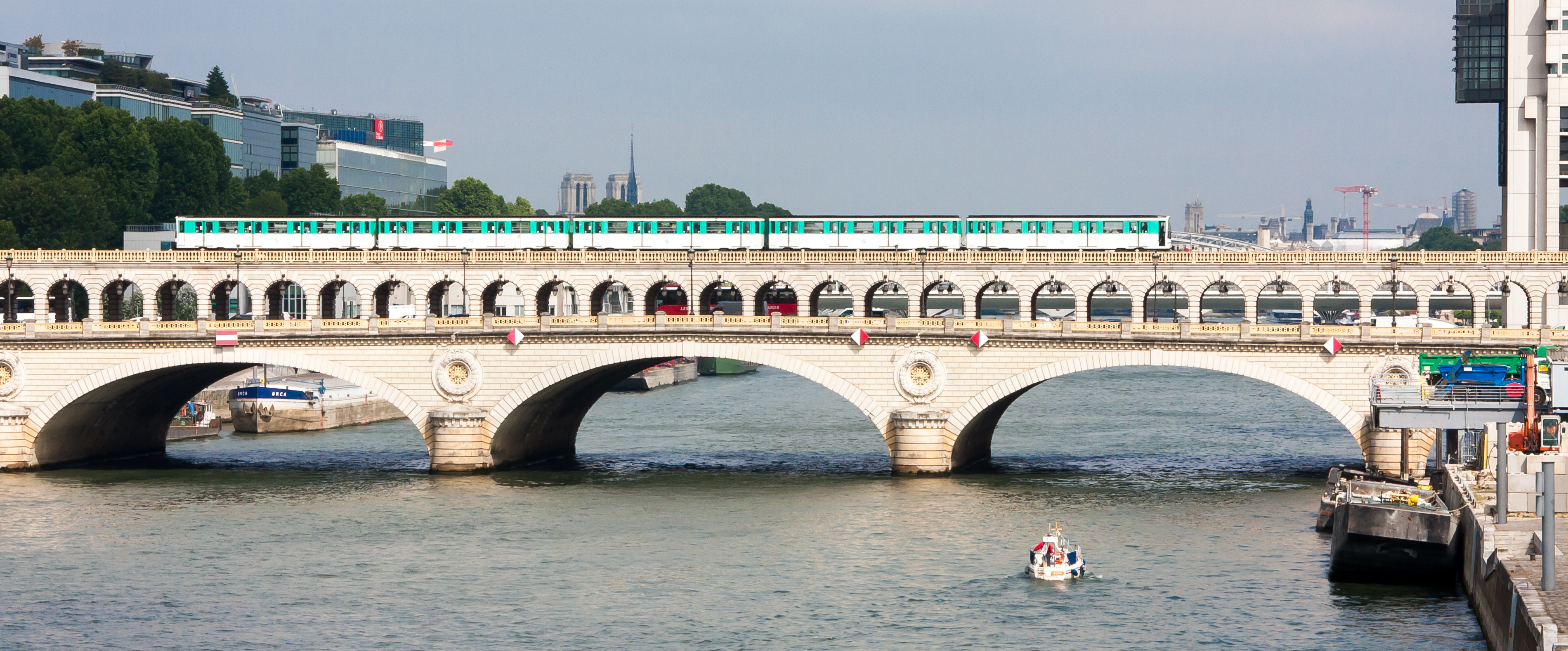
MP 73 quert auf dem Pont de Bercy die Seine
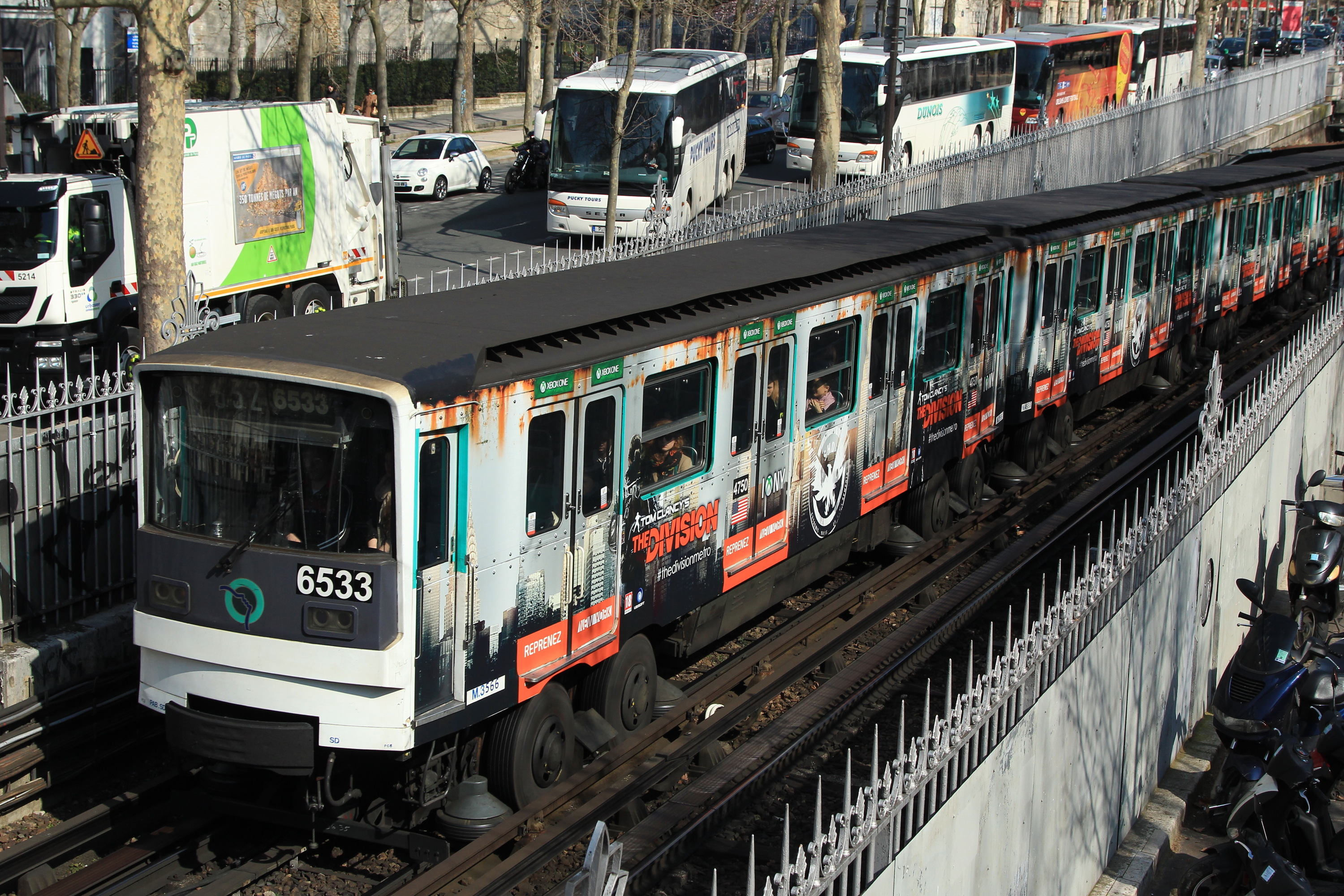
MP 73 mit Vollwerbung auf der Rampe zum Hochbahnhof Corvisart
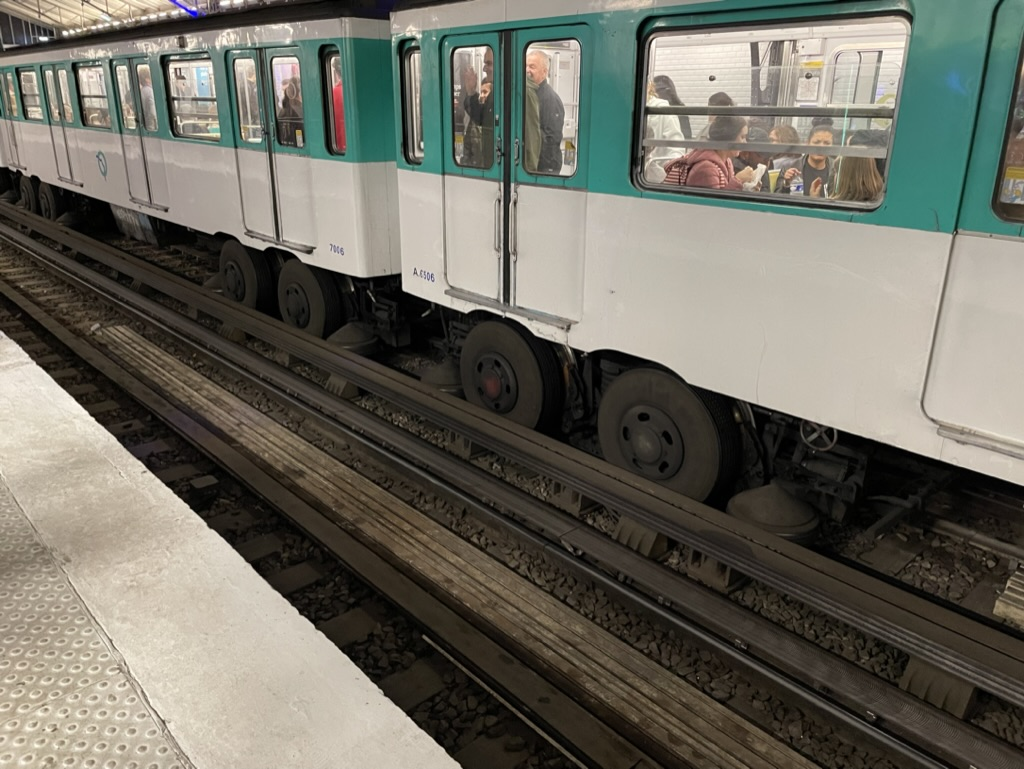
Gummibereifung der Baureihe MP 73

## Sonstiges
Die Triebwagen M 3599 und M 3600 dienten als Prototypen für die Métro Marseille, der M 3602 als solcher für die Métro Lyon.